# Dolichopeza spinisternata
Dolichopeza spinisternata är en tvåvingeart som beskrevs av Alexander 1931. Dolichopeza spinisternata ingår i släktet Dolichopeza och familjen storharkrankar. Inga underarter finns listade i Catalogue of Life.